# Enrique Morente
Enrique Morente Cotelo (Granada, 25 de diciembre de 1942-Madrid, 13 de diciembre de 2010) fue un cantaor español, considerado como uno de los grandes renovadores del flamenco.

## Biografía
Enrique Morente nació en el barrio del Albayzín, Granada en 1942. De pequeño ejerció como seise en la Catedral de Granada y comenzó a interesarse por el ambiente flamenco en las reuniones familiares y vecinales. Aprendió así las bases de este arte, especialmente de mano de Aurelio Sellés (Aurelio de Cádiz).
Su afán de aprendizaje y autoafirmación le llevaron a Madrid cuando contaba 14 o 15 años de edad. Allí contactó con un grupo de jóvenes aficionados, universitarios en su mayoría, y junto a ellos acudía casi a diario a locales oscuros en donde aprendió el arte de mano de Pepe de la Matrona, cantaor octogenario que había tenido el honor de conocer a todos los grandes y de haber sido alumno del mismísimo don Antonio Chacón.
Enrique el granaíno, como se le conocía en los círculos que frecuentaba, consiguió despertar el interés de Matrona, más por su actitud ante las cosas, su respeto y su capacidad para aprender que por su afinación o su registro.
El debut de Enrique tiene lugar en la peña flamenca Charlot. A esta actuación siguieron otras allá por el año 1964 en la Casa de Málaga o con la pareja de baile de José Luis Rodríguez y Pepita Sarracena en diversas salas de fiesta, pero debemos considerar su salto a la profesionalidad cuando en ese mismo año es contratado por el Ballet de Mariemma, con el que actúa en el Pabellón español de la  Feria Mundial de Nueva York y en la embajada española en Washington.
Después actuó en su primer festival flamenco, con el siguiente cartel: Enrique Morente con Juan Talega, Fernanda y Bernarda de Utrera, Gaspar de Utrera, Tomás Torre y Antonio Mairena. La presentación fue a cargo de Ricardo Molina y el evento tuvo lugar en el teatro de los Alcázar de los Reyes Cristianos.
Al año siguiente fue contratado junto con Susana y José para realizar su primera gira europea por Gran Bretaña, Alemania, Holanda, Suiza y Bélgica; posteriormente viajó a Japón e Italia junto a Pepita Saracena y José Luis Rodríguez.
Fue también contratado en el tablao las Cuevas de Nemesio de Madrid, pero el prestigio de Enrique entre los profesionales flamencos creció considerablemente cuando entró a formar parte del elenco de artistas del Zambra y posteriormente en el tablao Café de Chinitas, mientras comenzaba a ser reclamado en festivales y espectáculos donde compartió cartel con todos los grandes artistas del momento. En 1967 obtuvo el Primer Premio del Certamen Málaga Cantaora.
Su primer disco no se hizo esperar. En 1967 apareció con el título Cante Flamenco, acompañado por Félix de Utrera, con la discográfica Hispavox. Esta grabación denotaba el gran conocimiento que Enrique poseía, tanto por su ejecución encomiable, como por la selección de los cantes que incluyó, nada habituales en la época y mucho menos en un joven de 25 años: cantos de Frasquito Hierbabuena, caña, cantes de Pedro "El Morato", mirabrás, todo ello entre soleás y seguiriyas. En este aspecto, las influencias de Pepe de la Matrona eran palpables y la proyección comercial de este cantaor no era precisamente halagüeña por carecer de presencia en el movimiento estético de aquella época, movimiento que lideraba Fosforito, Manolo Caracol y Antonio Mairena. El reconocimiento a este trabajo discográfico se materializó en una Mención Especial de la Cátedra de Flamencología en 1968.
En ese mismo año 1967 salió a la luz otro disco, también con la casa Hispavox, titulado Cantes Antiguos del Flamenco y en el que era acompañado por el Niño Ricardo, con una selección de cantes que denotaba un profundo conocimiento, que llamó sobre todo la atención por el corto periodo de tiempo con respecto al anterior trabajo, lo que hace suponer que no se trataba de un aprendizaje forzado para la ocasión en ninguno de los dos discos sino de la exposición honesta y estructurada de lo asimilado, de lo aprendido y de lo vivido.
Durante los siguientes años, tiene lugar el encuentro entre Enrique Morente y Manolo Sanlúcar que provocará una relación profesional que perdurará durante mucho tiempo. Es con este magnífico guitarrista con quien vivirá la experiencia en 1970 de ser el primer cantaor flamenco que actuaba en el Ateneo de Madrid.
Durante 1971 desarrolló en México con la guitarra de Parrilla de Jerez y la bailaora Ana Parrilla una serie de actuaciones en tablaos, teatros y centros culturales que culminó con su participación en el I Festival Internacional Cervantino de Guanajuato y su presentación en el auditorio de la Universidad de las Américas en 1972. Ese mismo año ofreció en Madrid un recital en compañía de María Vargas y Manolo Sanlúcar, recibiendo un homenaje. En compañía de este último, realizó una serie de recitales en Nueva York: Lincoln Center, Spanish Institute, etc. En 1972 fue reconocido por la Cátedra de Flamencología y Estudios Folklóricos Andaluces de Jerez de la Frontera con el Premio Nacional de Cante y actuó en la sede parisina de la Unesco. En 1973 volvió a cantar en el Lincoln Center neoyorquino.
En 1978 vendría la edición de sus discos Despegando, uno de los discos andalucistas más flamencos, y Homenaje a Don Antonio Chacón. Por este último, en el que volvió al cante plenamente ortodoxo, pese a ser una época en la que ya se hallaba inmerso en su particular renovación del cante, obtuvo el I Premio Nacional otorgado al mejor disco de música folclórica que concedía el Ministerio de Cultura.

### Década de 1980
En el inicio de la década de los ochenta estaban de moda los “mano a mano” entre artistas y fueron varios los que realizó con Camarón. El primero de ellos tuvo lugar en el Frontón de Madrid. En 1981 estrenó en el Centro Musical Piaff de Granada su espectáculo Andalucía hoy que posteriormente presentó en diversas ciudades y en el teatro Olympia. También junto a Antonio Robledo, Morente creó la Fantasía del cante Jondo para voz flamenca y Orquesta, estrenada en el Teatro Real de Madrid el 16 de mayo de 1986, con las guitarras de Juan Habichuela y Gerardo Núñez y la Orquesta Sinfónica de Madrid dirigida por Luis Izquierdo. Ya en estos años se editó un disco pirata en Holanda titulado Morente en vivo.
Una de sus experiencias artísticas más audaces y originales fue el estreno en Granada en 1988 del espectáculo El loco romántico basado en la obra cervantina Don Quijote de la Mancha. Esta experiencia resumía de alguna manera la trayectoria del maestro de Granada.
En este mismo año (1988) estrenó también su Misa flamenca, con textos de San Juan de la Cruz, Fray Luis de León, Lope de Vega y Juan del Encina. También grabó En la Casa Museo de Federico García Lorca, con textos de García Lorca. Este fue el primero de sus discos dedicados a Lorca y fue por encargo de Juan de Loxa, director de la Casa Museo.
En 1989 fue nombrado socio de honor del Club de Música y Jazz San Juan Evangelista, junto a Ángel Barutell Farinós (jefe relaciones externas de El Corte Inglés) y Gustavo Villapalos Salas (Consejero de Educación y Cultura de la Comunidad de Madrid) con motivo del XX aniversario de dicho club.

### Década de 1990

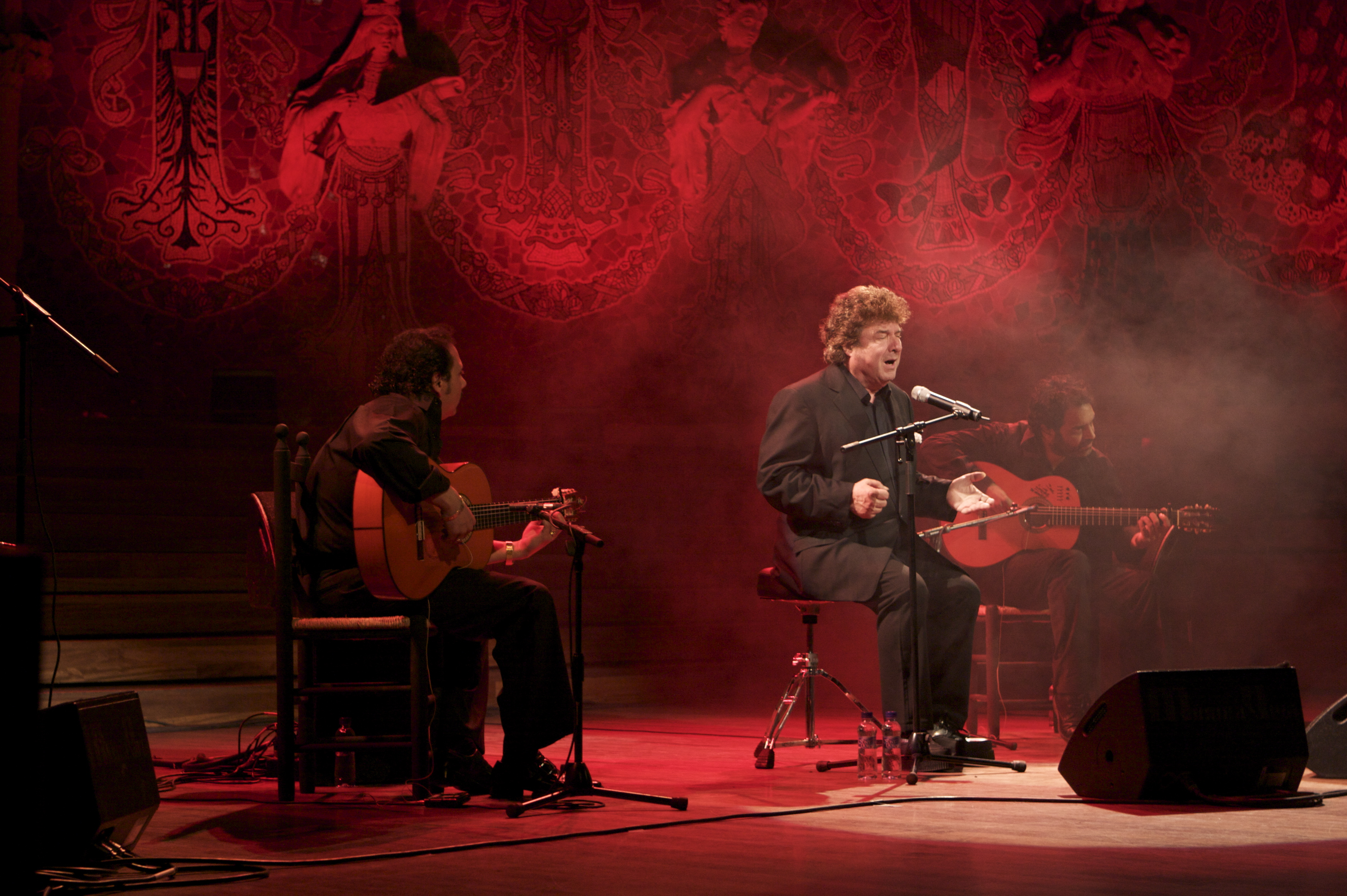
Enrique Morente en el Palacio de la Música Catalana el 13 de marzo de 2009.

El 15 de septiembre de 1990, en el Patio de la Montería de los Real Alcázar de Sevilla se estrenó, dentro de la VI Bienal de Flamenco, el "Allegro soleá" de Antonio Robledo y Enrique Morente con las guitarras de Pepe Habichuela y Montoyita, el piano de Antonio Robledo y la Orquesta de Cámara de Granada dirigida por Micha Rachlevsky, era un sueño hecho realidad. La experiencia de la interpretación del "Allegro Soleá" y la "Fantasía del cante jondo" se volverá a repetir con la Orquesta Ciudad de Granada y André Presser en el Palacio de Carlos V en 1992 en el marco del Festival Internacional de Música y Danza de Granada. El "Allegro soleá" será llevado de nuevo con enorme éxito a los atriles orquestales de la OCG con la dirección del maestro Josep Pons en el Auditorio Manuel de Falla de Granada, contando siempre con Antonio Robledo al piano.
Además de las relacionadas anteriormente, compuso la música de la obra de Martín Recuerda "Las arrecogidas del Beaterío de Santa María Egipcíaca", trabajó con José Luis Gómez en Edipo Rey y con Miguel Narros en “Así que pasen cinco años”.
Otra referencia ineludible fue la del marroquí Chekara, ya que en su espectáculo "Macama Jonda", de José Heredia Maya, reunió a la Orquesta Andalusí de Tetuán con un selecto plantel de artistas flamencos entre los que se encontraban Antonia La Negra, nacida en Orán, y Enrique Morente. Esta obra intentaba ser un encuentro entre músicos flamencos y magrebíes para crear una atmósfera común.
En 1990 fusionó su expresión musical con las célebres Voces Búlgaras "Angelite" en la puerta de la Catedral de Barcelona en una producción del Taller de Músicos de Barcelona. En 1991 vio la luz su "Misa Flamenca", que no tenía nada que ver con las anteriores experiencias flamencas relacionadas con la sacra ceremonia. Posteriormente y aprovechando la que sería la última visita a España de Sabicas, el viejo maestro de la guitarra ya octogenario y en estado crepuscular, pues moriría antes de que la obra saliera al mercado, grabó un disco totalmente conservador con el toque clásico del maestro navarro para el sello Ariola: "Nueva York/Granada, Morente-Sabicas".
En 1992 canta el pregón que da el también granadino Carlos Cano en el 500 aniversario del barrio del Realejo
Con "Negra si tú supieras" grabó para Nuevos Medios en el 93, aunque enseguida tomó forma la idea de crear su propio sello discográfico, Discos Probeticos.
En 1994 Morente fue el primer cantaor de flamenco que recibió el Premio Nacional de Música otorgado por el Ministerio de Cultura de España. En 1995 recibió la Medalla de oro de la "Cátedra de Flamencología" de Jerez de la Frontera y el premio "Compás del Cante" en Sevilla.
En 1996, participó en el homenaje a Manuel de Falla en el Lincoln Center de Nueva York, junto a Tomatito, con el que realizaba una gira por toda la geografía española.
En su disco titulado Omega colaboró con el grupo de rock granadino Lagartija Nick y numerosos artistas del flamenco, como Vicente Amigo, Tomatito o Cañizares, para adaptar poemas de Federico García Lorca y temas del cantautor canadiense Leonard Cohen. Este disco ha sido todo un referente en la revolución del flamenco y abrió sendas desconocidas hasta ese momento. Tal ha sido la repercusión de esta obra, que cada cierto tiempo Enrique y el grupo granadino volvieron a reencontrarse para presentar el espectáculo Omega en directo, como sucedió en el festival Primavera Sound 2008 celebrado en Barcelona, dentro de la nueva gira que se realizó ese mismo año, que les llevó hasta México a presentar su obra.
En 1998 recibió el Galardón de Honor de los Premios de la Música e intervino en el espectáculo “Canción con reflejo” con
Charo Vallés en homenaje a Federico García Lorca, junto al actor Francisco Rabal y su hija Estrella Morente, y que se presentó en mayo en el Teatro Principal de Valencia.
Identificado como uno de los máximos responsables de la renovación del cante, así como el mejor adaptador al flamenco de poemas cultos de poetas como Miguel Hernández, García Lorca, los Machado, Lope de Vega, Al-Mu'tamid, Bergamín, San Juan de la Cruz, Guillén, Rafael Alberti, Hierro, Luis Rius y Pedro Garfias.
Asimismo ha acunado la carrera musical de su hija, Estrella Morente, que se ha consolidado como una de las mejores cantaoras que han surgido en los últimos años.

### Años 2000
En 2001 colabora con la banda "Domestic Jazz Collective" liderada por DJ Toner, en su álbum homónimo con la canción "Viva Perú", lo que supuso uno de los primeros acercamientos entre la electrónica y el flamenco.
En Mallorca, el 20 de julio de 2002, la Fundación Costa Nord es escenario del estreno absoluto de la primera producción promovida por dicho Centro Cultural: el "ESPECTÁCULO ÁFRICA, CUBA, CAI". Enrique Morente lideró este proyecto de mestizaje a tres bandas: África, Cuba, y Cádiz, que toma como punto de partida la idea de que el ritmo y la expresión del continente negro tienen un claro reflejo en la tradición musical de América Latina, que a su vez mantiene fuertes conexiones con la música flamenca.
En 2003 apareció su disco El pequeño reloj, con el que rompía el concepto que tradicionalmente se tiene de un disco flamenco, presentando una obra discográfica como una obra de arte completa, desarrollando el concepto del tiempo desde ópticas distintas como si de un libro de poemas se tratase, estructurando el orden de las letras y de las músicas. En su coqueteo con el tiempo, conjugaba lo tradicional, lo añejo y la tecnología. Mientras dejaba constancia de una época fundamental del flamenco, con cantes clásicos sobre toques clásicos (a la cual perteneció y ahora engrandece con su aportación constante), experimentó con nuevas y sorprendentes armonías que aún no han llegado al flamenco moderno.
En el año 2005 se le otorga la Medalla de Andalucía en reconocimiento a una encomiable carrera dedicada al flamenco y a su apertura con respecto a otras músicas así como a su divulgación por todo el mundo. Además colabora con la banda sevillana Sr. Chinarro para su disco El fuego amigo, en la canción "El Rito".
Participó en la canción "No soy como tú" del dúo Amaral en el disco Pájaros en la cabeza.
En octubre de ese mismo año, actúa en la primera edición del festival Heineken Greenspace de Valencia. Sobre ese escenario se unen a Morente los componentes del grupo neoyorquino Sonic Youth para interpretar el martinete "Oriente y Occidente", colaboración que años más tarde formará parte de la edición 20.º Aniversario del álbum Omega (álbum de Enrique Morente).
En febrero del año 2006, el trabajo Morente sueña la Alhambra en su doble formato (disco y DVD) es reconocido por la crítica nacional con varias distinciones. Este mismo disco es considerado como el mejor disco de flamenco en los Premios Nacionales de la Música.
Y siguió recibiendo reconocimientos a su trabajo cuando en junio de 2006 fue condecorado con la Medalla de Oro al Mérito en las Bellas Artes.
En 2007 colabora con la banda granadina Los Planetas en su disco La leyenda del espacio, inspirado en la tradición flamenca andaluza (símil del título con La leyenda del tiempo de Camarón). Se le puede escuchar en la canción que cierra el disco, "Tendrá que haber un camino", con estructura de cañas.
En su último disco, editado en 2008, Pablo de Málaga, Morente descubre al Picasso poeta y pone voz a varios de los poemas escritos por el malagueño. La idea surge tras su presencia cantando en la inauguración del museo Picasso de Málaga. Este disco de nuevo supone una nueva vuelta de tuerca en su innovación continua del arte flamenco. Tras terminar este disco comienza a preparar otro titulado El barbero de Picasso, también en homenaje al pintor malagueño, que no llega a terminar por una enfermedad.
En 2009 graba su última colaboración publicada acompañando a la banda granadina 5 duros con el tema "eres parte de mi" dedicada a su tierra.
En febrero de 2010 participa en el acto de inauguración de la exposición "Sonic Youth etc.: Sensational fix" en el vestíbulo del Centro de Arte Dos de Mayo de Móstoles. Es ahí donde Morente presta su voz a la performance llevada a cabo por Lee Ranaldo, cantante y guitarrista del grupo Sonic Youth.
Fue firmante de la candidatura de los moriscos-andalusíes al Premio Príncipe de Asturias de la Concordia 2010. Morente murió antes de recoger la insignia de Caballero de la Legión de Honor francesa, que le había sido concedida. Por ello, le fue impuesta a título póstumo, el 31 de mayo de 2011, en un acto en la Embajada de Francia en Madrid, acto emotivo que fue presidido por en Embajador francés Bruno Delaye acompañado por el joven Diplomático Sacha de La Rochefoucauld.

### Fallecimiento
El 10 de diciembre de 2010 entra en coma por una hemorragia y el subsecuente infarto cerebral tras ser operado de un tumor de esófago, a veces cancerígeno, en la Clínica de la Luz de Madrid. Murió el 13 de diciembre en el mismo hospital.
La familia denuncia al equipo médico del Dr. Enrique Moreno por mala praxis.
La capilla ardiente estuvo en la SGAE (Madrid), y en el Teatro Isabel la Católica de su ciudad natal, donde fueron a despedirle más de 5.000 granadinos. Su hija Estrella cantó delante del féretro una estrofa de "Habanera imposible" de Carlos Cano y el poema de Federico García Lorca "El llanto de la guitarra"
Fue enterrado el 15 de diciembre en la intimidad en el cementerio granadino de San José, en las colinas de la Alhambra.
Un año más tarde el responsable de la UVI dice en una entrevista que las lesiones cerebrales se produjeron tras la segunda operación.

## Discografía

### Estudio
- Cante flamenco (Hispavox, 1967)
- Cantes antiguos del flamenco (Hispavox, 1968)
- Homenaje flamenco a Miguel Hernández (Hispavox, 1971)
- Se hace camino al andar (Hispavox, 1975)
- Homenaje a don Antonio Chacón (Hispavox, 1977)
- Despegando (CBS, 1977)
- Sacromonte (Zafiro, 1982)
- Cruz y luna (Zafiro, 1983)
- Nueva York-Granada, con Sabicas (BMG Ariola, 1990)
- Misa flamenca (BMG Ariola, 1991)
- Negra, si tú supieras (Nuevos Medios, 1992)
- Alegro, soleá y fantasía de cante jondo (Discos Probeticos, 1995)
- Omega (Discos Probeticos, 1996)
- Lorca (Virgin, 1998)
- El pequeño reloj (EMI Odeón, 2003)
- Sueña la Alhambra (EMI, 2005)
- Las mil y una noches (Centro Atlántico de Arte Moderno, 2006)
- Pablo de Málaga (Discos Probeticos, 2008)
- Llanto por Ignacio Sánchez Mejías (Patronato Cultural Federico García Lorca, 2010)
- El barbero de Picasso (2011)

### En directo
- En vivo (Díscolo, 1974)
- En la Casa Museo García Lorca de Fuentevaqueros (Diputación Provincial de Granada, 1990)
- Flamenco en directo (Discos Probeticos y Universal, 2009)
- En el Teatro del Liceo de Barcelona (2013)

### Recopilatorios
- Esencias flamencas (Auvidis, 1988)
- La estrella (Discos Probeticos, 1996)
- Quejío (Hispavox, 1997)
- Morente flamenco (Universal, 2009)
- Morente + flamenco (Universal, 2010 Estudios Rasgueo y Gárgola, Granada y Sonoland, Madrid)
- Y al volver la vista atrás, con grabaciones inéditas (Warner, 2015)

### Selección de colaboraciones
- Carlos Cano, A duras penas (1976), en el tema Anochece.
- Manolo Sanlúcar, Azahares (1982), en el tema Mare (A mi "mare" Pepa).
- Agustín Carbonell Bola, Carmen (1989), Esencia jonda.
- Rafael Riqueni, Maestros (1995), Estrella amargura.
- José Manuel Cañizares, Punto de encuentro (2000), Fragua, yunque y martillo.
- Pepe Habichuela, Yerbagüena (2001), Se la llevó Dios.
- Curro de Jerez, Guitarra flamenca (2001), Casi malagueñas de la menina segunda.
- Juan Habichuela, Campo del príncipe (2002), San Nicolás y Negro como el terciopelo.
- AAVV, Neruda en el corazón (2004), ¿Quiénes se amaron como nosotros?
- Amaral, Pájaros en la cabeza (2005), No soy como tú.
- Pedro Sierra, Nikelao (2005), En mi vida.
- Óscar Herrero, Abantos (2005), Abantos.
- Omar Faruk Tekbilek, Tree Of Patience (2005), Ole Aman.
- Miguel Ochando, Memoria (2007), La reina del blues.
- Los Planetas, La leyenda del espacio (2007), Tendrá que haber un camino.
- Chambao, Con otro aire (2007), Respira.
- Orquesta Chekara de Tetuán, La chekara y el flamenco (2008), Soneto X.
- Domestic Jazz Collective, Domestic (2001), Iluminados.
- Vicente Amigo, Paseo de Gracia (2009), Autorretrato.
- Juan Habichuela, Habas contadas (2009), Negro como el terciopelo.
- Juan Ramón Caro, Rosa de los vientos (2009), Chicago.
- Orquesta Chekara De Tetuán, La Chekara y el flamenco (2009), Soneto X / Solea por bulerías.
- Fraskito, Tierra y sangre: homenaje a Miguel Hernández (2010), A Josefina.
- Los Planetas, Una ópera egipcia (2010), La pastora divina y La llave de oro / Que me vas aniquilando.
- Dorantes, Sin muros (2012), Refugio.
- Estrella Morente, Autorretrato (2012), Adagio.
- Juan José Suárez Pakete, Mr. Pakett (2012), Malagueña para un genio.

## Filmografía (selección)
- La Carmen (Julio Diamante, 1976)
- Flamenco (Carlos Saura, 1995)
- Iberia (Carlos Saura, 2005)
- Enrique sueña la Alhambra (José Sánchez-Montes, 2006)
- Enrique Morente (documental) (Emilio Ruiz Barrachina, 2011)
- Omega (documental) (José Sánchez-Montes y Gervasio Iglesias, 2016)

## Distinciones honoríficas
- Caballero Gran Cruz de la Orden del Dos de Mayo (02/05/2011) [a título póstumo].
- Caballero de la Legión de Honor de la República de Francia (31/05/2011) [a título póstumo]
- Socio de Honor del Ateneo de Granada (28/04/2013) [a título póstumo]